# Mogens Brix-Pedersen
Mogens Brix-Pedersen (22 de marzo de 1930 – 13 de noviembre de 2002) fue un actor, director teatral y narrador de audiolibros danés.

## Biografía
Nacido en Roskilde, Dinamarca, aprendió en la escuela de actuación del Odense Teater en 1954–1956, debutando sobre los escenarios el 2 de abril de 1955 representando la obra de Hans Christian Andersen Skyggen. En su trabajo teatral, Brix-Pedersen asumió todo tipo de funciones, siendo director, actor, escenógrafo y autor. 
En sus últimos años fue artista independiente participando en diferentes producciones cinematográficas, televisivas y radiofónicas, siendo sobre todo conocido por sus papeles en la película Kun sandheden (1975) y en las series televisivas Rejseholdet (1983) y Gøngehøvdingen (1992). Finalmente, pudo llegar a un público totalmente nuevo al dedicarse a dar voz a audiolibros.
Mogens Brix-Pedersen falleció en el año 2002.